# Стефан Грапели
Стефа́н Грапели́ (на френски: Stéphane Grappelli, роден като Stefano Grappelli) е френски музикант, композитор и джазов цигулар.

## Живот и творчество

### Ранни години
Роден е в Париж. Баща му е италианец, а майка му – французойка. Майката умира от рак, когато той е четиригодишен. Бащата, маркиз Ернесто Грапели, е учител по философия и писател. След мобилизацията му през Първата световна война момчето живее в приют за бездомни деца и е поверено за възпитание в парижкото балетно училище на прочутата танцьорка Айседора Дънкан.
Първи уроци по музика Стефан Грапели получава от баща си. Научава се сам да свири на цигулка и пиано и дванадесетгодишен започва да изкарва прехраната си като уличен музикант в Монмартър. През 1923 година започва да изучава теория на музиката в Парижката консерватория, където получава медал по солфеж. Особено увлечен е от творчеството на Клод Дебюси и Морис Равел, които оказват голямо влияние върху по-късния му изпълнителски стил. По време на следването си Грапели работи като съпровождащ пианист на неми филми в различни кина, а също свири на саксофон и акордеон в танцови заведения. През 1928 година чува изпълнение на американския джазов цигулар от италиански произход Джо Венути и това му открива цял нов свят от възможности за собственото му музициране.

### Работа с Джанго Райнхарт
През есента на 1934 година в Париж изнася концерт Луис Армстронг. Това е необикновено събитие за френската музикална публика. Тогава Грапели се среща с белгийския джаз китарист от цигански произход Джанго Райнхарт (1910 – 1953) и заедно с него създава прочутия Quintette du Hot Club de France – първата джазова формация само от струнни инструменти. Квинтетът, изпълняващ „цигански джаз“, просъществува до началото на Втората световна война през 1939 година, когато Грапели е на лечение в Лондон. За този кратък период от няколко години Джанго и Грапели издигат своя квинтет до ненадминато музикантско равнище и оставят след себе си трайни композиции като „Djangology“, „Swing Guitars“, „Minor Swing“, „Nuages“, „Daphne“, „Tears“.

### Войната
По време на войната Грапели сформира в Англия оркестър, с който свири по лазарети и военни бази. Тогава работи с младия сляп пианист Джордж Шиъринг, който впоследствие става прочут джазов композитор и музикант, а контрабасистът му е военноинвалид с един крак. Следвоенното време е особено тежко за Стефан Грапели, когато загубва баща си и редица близки хора, между които жената, която обича. През 1946 година се завръща в Париж и подновява сътрудничеството си с Джанго Райнхарт, но магията от предвоенните дни е изчезнала. Между 1948 и 1955 година Грапели работи в Club Saint Germain, Париж, а накрая получава ангажимент за девет месеца в Сен Тропе. С настъпването на ерата на рокендрола интересът към неговата музика отслабва. През 60-те години Грапели е принуден да припечелва, като свири на коктейли в парижкия „Хилтън“.

### Световна знаменитост
Въпреки трудните години Стефан Грапели се утвърждава като най-влиятелния джазов цигулар в света със собствен интерпретаторски стил, съчетаващ интонации на елегантния френски шансон и американския суинг. Той се превръща в жива легенда на джаза не само във Франция, но и в Съединените щати, където през 1969 година прави своя дебют с представянето си в Newport Jazz Festival. Грапели изнася много концерти, осъществява грамофонни записи и участва в турнета с джазови формации в сътрудничество с оркестрите на Дюк Елингтън и Андре Превен, пианистите Ърл Хайнс, Маккой Тайнър и Оскар Питърсън, вибрафониста Гари Бъртън, мандолиниста Дейвид Грисман, поп-певеца Пол Саймън, класическия цигулар Йехуди Менухин, китариста Джо Пас, френския джазов цигулар Жан-Люк Понти, китайския виолончелист Йо-Йо Ма, белгийския виртуоз на устна хармоника Тутс Тилеманс и др.
До края на живота си Грапели прави студийни записи, също и с по-млади музиканти като Мишел Петручани. През 80-те години изнася поредица концерти с младия английски виолончелист Джулиан Лойд Уебър.
С музика на Грапели са озвучени 25 филма.
Записаният малко преди смъртта му компактдиск Celebrating Grappelli излиза през 1998 година.

### Личен живот
През 1935 г. му се ражда дъщеря, Евелин, от мимолетната му връзка със Силвия Каро. От 1981 г. до своята смърт Стефан живее с интимния си приятел Джозеф Олденхоф.

## Смърт
Стефан Грапели умира на 89 години на 1 декември 1997 г. в Париж, Франция.
Той е погребан в парижкото гробище Пер Лашез.

## Награди и отличия
- Prix In Honorem de l'Académie Charles-Cros en 1969
- Victoire de la musique du musicien de jazz de l'année 1987
- Grand prix SACEM 1995
- Grammy Lifetime Achievement Award 1977 [9] – Грами за цялостно творчество

## Дискография

### Албуми
- Unique Piano Session Paris 1955 (1955, Jazz Anthology)
- Improvisations (1956, Verve)
- Feeling + Finesse = Jazz (1962, Atlantic)
- For Django (1962, Suite Beat Music Group)
- Le Sur Le Toit de Paris (1969, BMG International)
- I Hear Music (1970, A Jazz Hour With)
- Afternoon in Paris (1971, Verve)
- Recorded Live at the Queen Elizabeth Hall London (1971, PYE Music)
- In Paris (1971, RCA Records)
- Manoir de Mes Reves (1972, Musidisc)
- Homage To Django (1972, Classic Jazz)
- Satin Doll (1972, Vanguard)
- Stephane Grappelli (1973, PYE Music)
- Talk of the Town (1973, Black Lion)
- Stardust (1973, 1201 Music)
- Live in London (1973, Black Lion)
- Meets the Rhythm Section (1973, Blue Note)
- Stephane Grappelli – I Got Rhythm! (1974, Black Lion)
- Violinspiration (1975, Pausa Records)
- The Rock Peter and the Wolf (1976, RSO Records)
- Stephane Grappelli and Cordes (1977, Musidisc)
- Live at „Carnegie Hall“ (1978, Doctor Jazz)
- Uptown Dance" (1978, Columbia)
- London Meeting" (1979, String Jazz)
- Young Django (1979, MPS)
- At the Winery (1980, Concord Jazz)
- Stephane Grappelli '80 (1980, Happy Bird)
- Sonny Lester Collection (1980, LRC)
- Stephane Grappelli '80 (1980, GRP Records)
- Vintage 1981 (1981, Concord Jazz)
- Diz Disley Live at „Carnegie Hall“ (1983, Doctor Jazz)

- Just One Of Those Things (1984, EMI Studios)
- Grappelli Plays George Gershwin (1984, Musidisc)
- Live in San Francisco (1986, Blackhawk)
- Fascinating Rhythm (1986, Jazz Life)
- Grappelli Plays Jerome Kern (1987, GRP Records)
- The Sound of Jazz (1987, Cleo)
- Olympia '88 (1988, Atlantic)
- The Intimate Grappelli (1988, Jazz Life)
- Jazz 'Round Midnight (1989, Verve)
- Shades of Django (1990, Verve)
- My Other Love (1990, Columbia)
- Stephane Grappelli In Tokyo (1991, A & M Records)
- Bach to the Beatles (1991, Academy Sound)
- Master of Violin (1992, Ausverkauf)
- Michelle Legrand (1992, Verve)
- Hot Licks: I Hear Music (1993, Sound Solutions)
- In Tokyo (1993 Live, Denon Records)
- Live 1992 (1993, Verve)
- 85 & Still Swinging... Stephane Grappelli „Live“ at Carnegie Hall: The 85th Birthday Concert (1993, Angel Records)
- La Copine (1993, Munich Records)

- So Easy to Remember (1993, Omega Classics)
- It's Only a Paper Moon (1994, Four Star)
- Jazz Masters (1994, 20+-year compilation, Verve)
- Live in Warsaw 1991 (1995, Imc/Master)
- Stephane Grappelli Live at the Blue Note (1995, Telarc Jazz)
- Aquarius (1996, Iris Musique)
- Cosmopolite Concert (1996, Vintage Guitar Series)
- Crazy Rhythm (1996, Pulse)
- Parisian Thoroughfare (1997, Laserlight)
- Live (1998, Justin Time)
- Celebrating Grappelli (1998, Linn Records)
- Fine And Dandy (1998, 2005, Jazz Hour The Netherlands)

### Съвместни проекти
- Stephane Grappelli and Stuff Smith: Violins No End (1957, Pablo/OJC)
- Stephane Grappelli and Svend Asmussen: Two of a Kind (1965, Storyville Records)
- Stephane Grappelli, Stuff Smith, Svend Asmussen and Jean-Luc Ponty: Violin Summit (1966, Verve)
- Stephane Grappelli and Joe Venuti: Venupelli Blues (1969, Charly Records UK)
- Stephane Grappelli and Barney Kessel: I Remember Django (1969, Black Lion)
- Stephane Grappelli and Barney Kessel: Limehouse Blues (1969, Black Lion)
- Stephane Grapellli and Paul Simon „Paul Simon“ 1972 Hobo's Blues (1972, Columbia)
- Menuhin and Grappelli Play Berlin, Kern, Porter and Rodgers & Hart (1973 to 1985, EMI)
- Stephane Grappelli and Bill Coleman (1973, Classic Jazz Music)
- Stephane Grappelli and Yehudi Menuhin: Jealousy – Music of the 30's (1973, Angel Records)
- Stephane Grappelli and Martin Taylor: Just One of Those Things (1973, Black Lion)
- Stephane Grappelli and Oscar Peterson (1973, Musicdisc)
- Stephane Grappelli and Baden Powell: La Grande Reunion (1974, Accord)
- Stephane Grappelli and Jean-Luc Ponty: The Giants (1974, Black Lion)
- Stephane Grappelli and Earl Hines: Stephane Grappelli meets Earl Hines (1974, Black Lion)
- Stephane Grappelli and Georges Delerue: Les Valseuses (1974, Musidisc (import)
- Stephane Grappelli and Georges Delerue: Les Calmos (1975, Sido)
- Stephane Grappelli and The George Shearing Trio: The Reunion (1976, Verve)
- Stephane Grappelli and Gary Burton: Paris Encounter (1976, Atlantic)
- Stephane Grappelli and Barney Kessel: Tea for Two (1977, Sony)
- Stephane Grappelli and Joe Venuti: Venupelli Blues (1979, Affinity)
- Stephane Grappelli and Joe Pass: Tivoli Gardens, Copenhagen, Denmark (1979, Original Jazz Classics)
- Stephane Grappelli and Hank Jones: A Two-Fer! (1979, Muse)
- Stephane Grappelli and Oscar Peterson: Oscar Peterson Skol (1979, Pablo)
- Stephane Grappelli and Martial Solal: Happy Reunions (1980, Rhino)
- Stephane Grappelli and David Grisman Live (1981, Warner Brothers)
- Stephane Grappelli and Marc Fosset: Stephanova (1983, Concord Jazz)
- Stephane Grappelli and Toots Thielemans: Bringing it Together (1984, Cymekob)
- Stephane Grappelli and Martin Taylor: We've Got The World on a String (1984, EMI)
- Stephane Grappelli and Vassar Clements: Together at Last (1985, Flying Fish)
- Stephane Grappelli, Django and Bill Coleman 1936 to 1938 (1985, DRG Records)
- Stephane Grappelli and Helen Merrill (1986, Music Makers)
- Stephane Grappelli and Martial Solal: Olympia 1988 (1988, Atlantic)
- Stephane Grappelli and Jean-Luc Ponty: Compact Jazz (1988, MPS)
- Stephane Grappelli and Jean-Luc Ponty: Violin Summit (1989, Jazz Life)
- Stephane Grappelli and Joe Venuti: Best of Jazz Violins (1989, LRC)
- Stephane Grappelli and Yo-Yo Ma: Anything Goes (1989, Sony)
- Stephane Grappelli, Louis Bellson and Phil Woods: How Can You Miss (1989, Rushmore Productions)
- Stephane Grappelli and McCoy Tyner: One on One (1990, Milestone)
- Stephan Grappelli and The Franciscan Chamber Players: Something Old Something New (1990, Franciscan)
- Stephane Grappelli and McCoy Tyner: Live at Warsaw Jazz Festival (1991, Who's Who in Jazz)
- Stephane Grappelli and Claude Bolling: First Class (1992, Milan)
- Stephane Grappelli and Dr. L. Subramaniam: Conversations (1992, Milestone)
- Stephane Grappelli and Martin Taylor: Martin Taylor Reunion (1993, Linn Records)
- Stephane Grappelli and McCoy Tyner (1996, Who's Who in Jazz)
- Stephane Grappelli, Phil Woods and McCoy Tyner: It Might as Well Be Swing (1996, Jazz World)
- Stephane Grappelli and Hubert Clavecin: Dansez Sur Vos Souvenirs (1996, Musidisc)
- Stephane Grappelli and Michel Petrucciani: Flamingo (1996, Dreyfus)
- Stephane Grappelli and Django Reinhart the Gold Edition – 1934 to 1937 (1998, Vogue Europe)
- Stephane Grappelli and Django Reinhart: Djangology: Django Reinhardt, the Gypsy Genius (1936 to 1940)